# Afrosellana bispina
Afrosellana bispina är en insektsart som beskrevs av Asche 1988. Afrosellana bispina ingår i släktet Afrosellana och familjen sporrstritar. Inga underarter finns listade i Catalogue of Life.